# Oulad Fares El Halla
Oulad Fares El Halla (franska: Oulad Fares El Halla (CR), Oulad Fares El Halla (Commune Rurale), arabiska: أولاد بوعلي النواجة) är en kommun i Marocko.   Den ligger i provinsen Settat och regionen Casablanca-Settat, i den norra delen av landet, 170 km söder om huvudstaden Rabat. Antalet invånare är 3 609.